# 고흥 혼맞이굿
고흥 혼맞이굿은 대한민국 전라남도 고흥군에서 행해지는, 남도 특유 무속 전통을 잘 전승하고 있는 굿이다. 2015년 8월 6일 전라남도의 무형문화재 제58호로 지정되었다.

## 지정 사유
고흥 혼맞이굿(씻김굿)은 남도 특유 무속 전통을 잘 전승하고 있으며, 보유자 김명례는 세습 무계에서 태어나 무계 출신 남편을 만나 가업으로 전승하고 있고, 고흥 혼맞이굿에 대한 체계적 지식과 예능을 보유하고 있다.

## 보유자
| 구분   | 성명 (한자)     | 성별 | 기예능   | 주소                       | 인정·해제일자   | 비고 |
| ------ | --------------- | ---- | -------- | -------------------------- | --------------- | ---- |
| 보유자 | 김명례 (金明禮) | 여   | 혼맞이굿 | 고흥군 도화면 땅끝로 860-5 | 2015. 8. 6 인정 |      |

## 참고 문헌
- 고흥 혼맞이굿 - 국가유산청 국가유산포털